# Katastrofa górnicza w kopalni Wałbrzych
Katastrofa górnicza w kopalni „Wałbrzych” – katastrofa, która miała miejsce 22 grudnia 1985 roku w KWK „Wałbrzych” w Wałbrzychu. Przyczyną był wybuch metanu. W jej wyniku zginęło 18 górników.

## Przebieg katastrofy
Do katastrofy doszło około godziny 15.10. Wtedy dyspozytor ruchu kopalni Wałbrzych zauważył na tablicy informacyjnej centralki metanometrycznej wskazania uszkodzenia czujnika zawartości metanu oraz czujnika ciągłości pracy wentylatora lutniowego, zamontowanych w przekopie III-Zachód na oddziale wydobywczym G-3. Krótko później otrzymał telefon od sztygara zmianowego przebywającego w tym rejonie z informacją o wybuchu metanu na głębokości 671 metrów pod ziemią. Na miejsce dyspozytor natychmiast wezwał kopalnianych ratowników, a także zastępy z Okręgowej Stacji Ratownictwa Górniczego.
Eksplozja wywołała potężną falę uderzeniową. Temperatura wzrosła do około 2600 stopni Celsjusza, zaś ciśnienie do około 10 atmosfer. Nagromadzony metan podczas wybuchu zużył znajdujący się w wyrobisku tlen, tym samym zwiększając stężenie tlenku węgla. Ogień sięgnął stropu, czyli wysokości około 1,3 metra.
Wybuch zabił 18 górników. Ciało ostatniej ofiary odnaleziono dopiero po kilkunastu godzinach poszukiwań w kanale ściekowym, pod wózkiem do przewozu urobku. Ustalono, że próbował uciekać z miejsca katastrofy, ale zabłądził w jednym z korytarzy i ze względu na brak maski ochronnej udusił się pyłem węglowym. Wyrobisko upadowe o dwóch załamaniach uchroniło od śmierci pozostałych górników przebywających w pobliżu miejsca eksplozji, zaś dzięki zastosowaniu kurtyn pyłowych nie doszło do połączenia wybuchu metanu z wybuchem pyłu węglowego.

## Lista ofiar
1. Władysław Bancewicz (18 lat)
2. Jan Bielicki (38 lat)
3. Józef Czertarski (26 lat)
4. Zygmunt Garnkowski (28 lat)
5. Bogusław Haręża (21 lat)
6. Janusz Juda (40 lat)
7. Andrzej Kratiuk (28 lat)
8. Henryk Mazurkiewicz (42 lata)
9. Artur Mićko (19 lat)
10. Zdzisław Siergiej (26 lat)
11. Ryszard Sądzyński (23 lata)
12. Paweł Słomski (23 lata)
13. Zygmunt Słowikowski (39 lat)
14. Roman Staśkiewicz (18 lat)
15. Mirosław Sznajder (27 lat)
16. Ryszard Szreiter (34 lata)
17. Jacek Wiśniewski (21 lat)
18. Tadeusz Wowk (24 lata)

## Następstwa
Kilkanaście godzin po zdarzeniu na miejscu pojawili się wicepremier Zbigniew Szałajda oraz minister górnictwa i energetyki generał Czesław Piotrowski. Sejm uczcił pamięć zmarłych górników minutą ciszy. Do kraju napłynęły depesze kondolencyjne od państw socjalistycznych, m.in. z NRD, Czechosłowacji i Chińskiej Republiki Ludowej. Do wyjaśnienia przyczyn katastrofy powołano komisję rządową oraz komisję Wyższego Urzędu Górniczego. Po kilkunastotygodniowym śledztwie ustalono, że wybuch metanu był spowodowany przez iskrę z pantografu elektrowozu, a ponadto wyrobisko, w którym doszło do eksplozji, w wyniku rażących zaniedbań kierownictwa kopalni nie posiadało dobrej wentylacji. Osoby za to odpowiedzialne zostały ukarane dyscyplinarnie lub służbowo.